# Kenan Yıldız
Kenan Yıldız (Regensburg, Duitsland, 4 mei 2005) is een Turks-Duitse voetballer die als aanvaller speelt. In 2023 debuteerde hij voor het Turks voetbalelftal.

## Clubcarrière

### Jeugd
Yıldız begon zijn carrière bij lokale voetbalclubs van zijn geboortestad Regensburg. Op 7-jarige leeftijd voegde hij zich bij de jeugdopleiding van de Duitse supermacht Bayern München, waar hij zich van vaste waarde wist te maken in de verschillende jeugdelftallen. Zijn naam werd al snel bekend, zodanig zelfs dat Adidas in 2015 een sponsorcontract met hem tekende. Hij werd een van de jongste sporters ooit die tekende bij het sportmerk.
Omdat een plek in het eerste elftal uitbleef, besloot Yıldız verder te kijken. Volgens Bayern München had het vertrek financiële redenen. Ondanks verregaande interesse van FC Barcelona, koos het talent voor de jeugdopleiding van Juventus.

### Senioren
Na een succesvol seizoen in de jeugd van De Oude Dame, mocht Yıldız debuteren in het eerste elftal tijdens de Serie A-wedstrijd tegen Udinese op 20 augustus 2023. Zijn doelpunt tegen Frosinone maakte hem de jongste niet-Italiaanse doelpuntmaker uit de geschiedenis van de club.
Voorafgaand aan het seizoen 2024/25 kreeg hij het legendarische rugnummer 10 toegewezen.
Hij scoorde op zijn debuut in de Coppa Italia en op zijn debuut in de UEFA Champions League. Zijn doelpunt in de Champions League werd tevens het eerste doelpunt van het toernooi in het nieuwe format, dat inging in 2024. Tegelijkertijd werd Yıldız met het doelpunt de jongste doelpuntmaker van Juventus in de Champions League, een record dat voorheen op naam stond van Alessandro Del Piero.
In juni 2025 bereikte hij een marktwaarde van 50 miljoen euro, waarmee hij de meest waardevolle Turkse voetballer ooit werd.

## Clubstatistieken
| Seizoen         | Club            | Competitie      | Competitie | Competitie | Competitie | Beker | Beker | Beker | Europa | Europa | Europa | Totaal | Totaal | Totaal |
| Seizoen         | Club            | Competitie      | Wed.       | Dlp.       | Ass.       | Wed.  | Dlp.  | Ass.  | Wed.   | Dlp.   | Ass.   | Wed.   | Dlp.   | Ass.   |
| --------------- | --------------- | --------------- | ---------- | ---------- | ---------- | ----- | ----- | ----- | ------ | ------ | ------ | ------ | ------ | ------ |
| 2023/24         | Juventus        | Serie A         | 27         | 2          | 1          | 5     | 2     | 0     | 0      | 0      | 0      | 32     | 4      | 1      |
| 2024/25         | Juventus        | Serie A         | 35         | 7          | 5          | 3     | 1     | 1     | 14     | 4      | 3      | 52     | 12     | 9      |
| Carrière totaal | Carrière totaal | Carrière totaal | 62         | 9          | 6          | 8     | 3     | 1     | 14     | 4      | 3      | 84     | 15     | 10     |

Bijgewerkt tot en met het seizoen 2024/25.

## Interlandcarrière
Kenan Yıldız, zoon van een Turkse vader en Duitse moeder, representeerde de jeugdelftallen van Turkije. Hij speelde bij Turkije onder 17 en Turkije onder 21. Op 12 oktober 2023 maakte hij zijn debuut tegen Kroatië, dat Turkije met 0-1 won. Kroatië verloor die wedstrijd voor het eerst in de geschiedenis op eigen bodem tijdens een EK-kwalificatie.

## Erelijst
| Competitie   |          |          |
| Competitie   | Aantal   | Jaren    |
| Juventus     | Juventus | Juventus |
| ------------ | -------- | -------- |
| Coppa Italia | 1x       | 2023/24  |